# Aleksandr Vagin
Aleksandr Stepanovitj Vagin, ryska: Александр Степанович Вагин, född 15 februari 1959, är en rysk företagsledare som var styrelseordförande för gruvföretaget PAO Raspadskaja mellan 1993 och 2013. Han började hos dem som gruvanställd och arbetade upp sig genom åren, utöver att han var styrelseordförande, var han också vice VD mellan 2004 och mitten av 2010-talet. Vagin och Raspadskajas dåvarande VD Gennadij Kozovoj äger båda en del av det globala stål- och gruvföretaget Evraz plc, där Vagins del är på 5,74%.
Den amerikanska ekonomitidskriften Forbes rankade Vagin till att vara världens 938:e rikaste med en förmögenhet på $1,3 miljarder för den 1 mars 2011.
Han avlade kandidatexamen i gruvdrift vid Kuzbasskij Gosudarstvennyj Technitjeskij Universitet.